# Ludwik Wilhelm Badeński (1865–1888)

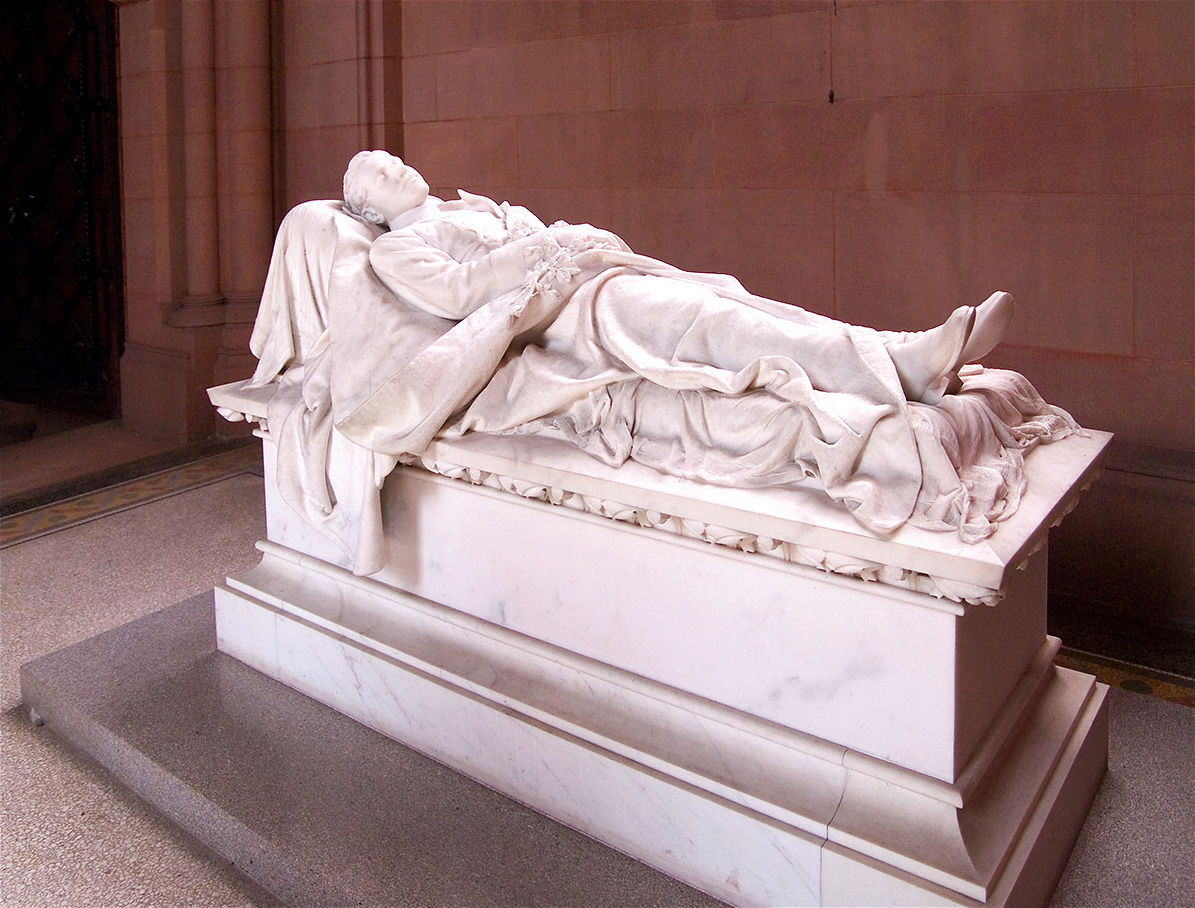
Nagrobek księcia wykonany z białego marmuru z Carrary

Ludwik Wilhelm Badeński (ur. 12 czerwca 1865 w Baden-Baden, zm. 23 lutego 1888 we Fryburgu Bryzgowijskim) – książę Badenii, młodszy brat wielkiego księcia Fryderyka II.

## Życiorys
Był synem wielkiego księcia Fryderyka I i księżniczki Luizy, a zarazem trzecim i najmłodszym dzieckiem tej pary. Studiował na uniwersytecie w Heidelbergu. W okresie studiów podobnie jak starszy brat książę Fryderyk oraz jego następca książę Maksymilian należał do korporacji Suevia Heidelberg. 9 lipca 1883 wstąpił do pułku grenadierów. Zmarł młodo 23 lutego 1888 roku. Za oficjalną przyczynę zgonu podano zapalenie płuc. Według nieoficjalnych doniesień książę Ludwik Wilhelm zginął od ran odniesionych w pojedynku. Pochowany został w kaplicy grobowej w Karlsruhe. Jego nagrobek został wykonany według projektu Hermana Volza.

## Genealogia
| Ludwik Wilhelm Badeński             | Ludwik Wilhelm Badeński                                                                             | Ludwik Wilhelm Badeński                                                                             | Ludwik Wilhelm Badeński                                                                             | Ludwik Wilhelm Badeński                                                                             | Ludwik Wilhelm Badeński                                                                                        | Ludwik Wilhelm Badeński                                                                  | Ludwik Wilhelm Badeński                                                                                       | Ludwik Wilhelm Badeński                                                                                       |
| ----------------------------------- | --------------------------------------------------------------------------------------------------- | --------------------------------------------------------------------------------------------------- | --------------------------------------------------------------------------------------------------- | --------------------------------------------------------------------------------------------------- | --- | ---------------------------------------------------------------------------------------- | --- | --- |
| Prapradziadkowie                    | Fryderyk (Baden-Durlach) (1703–1732) ∞ 1727 Anna von Nassau-Dietz-Oranien (1710–1777)               | Ludwik Geyer von Geyersberg (1727–1780) ∞ 1756 Maximiliane Christiane von Sponeck (1730-1804)       | Król Gustaw III (1746-1792) ∞ 1766 Zofia Magdalena Oldenburg (1746-1813)                            | Karol Ludwik Badeński (1755–1801) ∞ 1774 Amalia Fryderyka Hessen-Darmstadt (1754-1832)              | Wielki Książę Karol II Mecklenburg-Strelitz (1741–1816) ∞ 1768 Fryderyka Karolina Hessen-Darmstadt (1752–1782) | Król Fryderyk Wilhelm II (1744–1797) ∞ 1769 Fryderyka Luiza Hessen-Darmstadt (1751–1805) | Wielki Książę Karol August Sachsen-Weimar-Eisenach (1757–1828) ∞ 1775 Luizavon Hessen-Darmstadt (1757–1830)   | Car Paweł I (1754–1801) ∞ 1776 Maria Fiodorowna (1759–1828)                                                   |
| Pradziadkowie                       | Wielki Książę Karol Fryderyk Badeński (1728–1811) ∞ 1787 Luiza Karolina von Hochberg (1768–1820)    | Wielki Książę Karol Fryderyk Badeński (1728–1811) ∞ 1787 Luiza Karolina von Hochberg (1768–1820)    | Król Gustaw IV Adolf (1778−1837) ∞ 1797 Fryderyka Dorota Badeńska (1781−1826)                       | Król Gustaw IV Adolf (1778−1837) ∞ 1797 Fryderyka Dorota Badeńska (1781−1826)                       | Król Fryderyk Wilhelm III (1770–1840) ∞ 1793 Luiza Pruska (1776–1810)                                          | Król Fryderyk Wilhelm III (1770–1840) ∞ 1793 Luiza Pruska (1776–1810)                    | Wielki Książę Karol Fryderyk (Sachsen-Weimar-Eisenach) (1783–1853) ∞ 1804 Maria Pawłowna Romanowa (1786–1859) | Wielki Książę Karol Fryderyk (Sachsen-Weimar-Eisenach) (1783–1853) ∞ 1804 Maria Pawłowna Romanowa (1786–1859) |
| Dziadkowie                          | Wielki Książę Leopold Badeński (1790–1852) ∞ 1819 Zofia Wilhelmina von Holstein-Gottorp (1801–1865) | Wielki Książę Leopold Badeński (1790–1852) ∞ 1819 Zofia Wilhelmina von Holstein-Gottorp (1801–1865) | Wielki Książę Leopold Badeński (1790–1852) ∞ 1819 Zofia Wilhelmina von Holstein-Gottorp (1801–1865) | Wielki Książę Leopold Badeński (1790–1852) ∞ 1819 Zofia Wilhelmina von Holstein-Gottorp (1801–1865) | Cesarz Wilhelm I (1797–1888) ∞ 1829 Augusta Sachsen-Weimar (1811–1890)                                         | Cesarz Wilhelm I (1797–1888) ∞ 1829 Augusta Sachsen-Weimar (1811–1890)                   | Cesarz Wilhelm I (1797–1888) ∞ 1829 Augusta Sachsen-Weimar (1811–1890)                                        | Cesarz Wilhelm I (1797–1888) ∞ 1829 Augusta Sachsen-Weimar (1811–1890)                                        |
| Rodzice                             | Wielki Książę Fryderyk I (1826–1907) ∞ 1856 Ludwika Maria Hohenzollern (1838–1923)                  | Wielki Książę Fryderyk I (1826–1907) ∞ 1856 Ludwika Maria Hohenzollern (1838–1923)                  | Wielki Książę Fryderyk I (1826–1907) ∞ 1856 Ludwika Maria Hohenzollern (1838–1923)                  | Wielki Książę Fryderyk I (1826–1907) ∞ 1856 Ludwika Maria Hohenzollern (1838–1923)                  | Wielki Książę Fryderyk I (1826–1907) ∞ 1856 Ludwika Maria Hohenzollern (1838–1923)                             | Wielki Książę Fryderyk I (1826–1907) ∞ 1856 Ludwika Maria Hohenzollern (1838–1923)       | Wielki Książę Fryderyk I (1826–1907) ∞ 1856 Ludwika Maria Hohenzollern (1838–1923)                            | Wielki Książę Fryderyk I (1826–1907) ∞ 1856 Ludwika Maria Hohenzollern (1838–1923)                            |
| Ludwik Wilhelm Badeński (1865–1888) | | | | | |                                                                                          | | |